# Рушанський район
Руша́нський район (тадж. Ноҳияи Рӯшон) — адміністративна одиниця другого порядку у складі Горно-Бадахшанської автономної області Таджикистану. Центр — село Рушан, розташоване за 51 км від Хорога.

## Географія
Район розташований у долині річок П'яндж та Бартанг. На півночі межує з Ванцьким, на півдні — з Шугнанським, на сході — Мургабським районами Горно-Бадахшанської автономної області, на заході має кордон з Афганістаном.

## Населення
Населення — 24300 осіб (2013; 24100 в 2012, 23900 в 2011, 23600 в 2010, 23600 в 2009, 23600 в 2008, 23900 в 2007).

## Адміністративний поділ
Адміністративно район поділяється на 7 джамоатів:
| Район                 | Площа, км² | Населення, осіб | Центр    | Населені пункти |
| --------------------- | ---------- | --------------- | -------- | --------------- |
| Бартанзький джамоат   | -          | 1854            | Бартанг  | -               |
| Басідський джамоат    | -          | 1400            | Басід    | -               |
| Бахрушанський джамоат | -          | 7183            | Бахрушан | -               |
| Пастхуфський джамоат  | -          | 2773            | Пастхуф  | -               |
| Рушанський джамоат    | -          | 5587            | Рушан    | -               |
| Савнобський джамоат   | -          | 2774            | Савноб   | -               |
| Шидзький джамоат      | -          | 2015            | Шидз     | -               |

## Історія
Район був утворений 27 жовтня 1932 року у складі Горно-Бадахшанської автономної області Таджицької РСР.